# Msongola
Msongola è una circoscrizione urbana (urban ward) della Tanzania situata nel distretto di Ilala, regione di Dar es Salaam. Conta una popolazione di 24 461 abitanti (censimento 2012).